# Vratkovići
Vratkovići (cyr. Вратковићи) – wieś w Bośni i Hercegowinie, w Republice Serbskiej, w gminie Gacko. W 2013 roku liczyła 74 mieszkańców.